# Antoine Petitjean
Pour les articles homonymes, voir Petitjean.
Antoine Petitjean est un chef-opérateur du son français, actif de la fin des années 1930 au début des années 1970.

## Filmographie
- 1938 : Mon oncle et mon curé de Pierre Caron
- 1939 : La Nuit de décembre de Curtis Bernhardt
- 1939 : Yamilé sous les cèdres de Charles d'Espinay
- 1942 : La Fausse Maîtresse d'André Cayatte
- 1942 : Picpus de Richard Pottier
- 1943 : La Ferme aux loups de Richard Pottier
- 1943 : Mon amour est près de toi de Richard Pottier
- 1945 : L'Invité de la onzième heure de Maurice Cloche
- 1946 : L'Ange qu'on m'a donné de Jean Choux
- 1946 : Messieurs Ludovic de Jean-Paul Le Chanois
- 1946 : Mission spéciale de Maurice de Canonge
- 1946 : Torrents de Serge de Poligny
- 1947 : Le Mystérieux Monsieur Sylvain de Jean Stelli
- 1947 : Le Barbier de Séville de Jean Loubignac
- 1947 : Bethsabée de Léonide Moguy
- 1948 : Neuf garçons, un cœur de Georges Friedland
- 1948 : Route sans issue de Jean Stelli
- 1948 : Une grande fille toute simple de Jacques Manuel
- 1948 : Marlène de Pierre de Hérain
- 1949 : Les Amants de Vérone d'André Cayatte
- 1949 : Retour à la vie d'André Cayatte, Jean Dréville
- 1949 : Valse brillante de Jean Boyer
- 1950 : Lady Paname d'Henri Jeanson
- 1950 : Nous irons à Paris de Jean Boyer
- 1950 : Ma pomme de Marc-Gilbert Sauvajon
- 1951 : Andalousie de Robert Vernay
- 1951 : Ils étaient cinq de Jack Pinoteau
- 1951 : Rendez-vous à Grenade de Richard Pottier
- 1952 : Une fille sur la route de Jean Stelli
- 1952 : Casque d'Or de Jacques Becker
- 1952 : Les Belles de nuit de René Clair
- 1952 : Nous sommes tous des assassins d'André Cayatte
- 1952 : Plaisirs de Paris de Ralph Baum
- 1952 : Violettes impériales de Richard Pottier
- 1953 : Les femmes s'en balancent de Bernard Borderie
- 1953 : Madame de... de Max Ophüls
- 1954 : Le Grand Jeu de Robert Siodmak
- 1954 : Le Blé en herbe de Claude Autant-Lara
- 1954 : Destinées de Jean Delannoy
- 1954 : Les Impures de Pierre Chevalier
- 1954 : Le Rouge et le Noir de Claude Autant-Lara
- 1955 : French Cancan de Jean Renoir
- 1955 : Les Grandes Manœuvres de René Clair
- 1955 : Lola Montès de Max Ophüls
- 1955 : Le Secret de sœur Angèle de Léo Joannon
- 1956 : Cela s'appelle l'aurore de Luis Buñuel
- 1956 : Ah ! Quelle équipe de Roland Quignon
- 1956 : C'est arrivé à Aden de Michel Boisrond
- 1956 : Le Long des trottoirs de Léonide Moguy
- 1956 : Les Sorcières de Salem de Raymond Rouleau
- 1957 : Une manche et la belle de Henri Verneuil
- 1957 : Une Parisienne de Michel Boisrond
- 1957 : Porte des Lilas de René Clair
- 1958 : Les Rendez-vous du diable de Haroun Tazieff
- 1958 : Christine de Pierre Gaspard-Huit
- 1958 : Maxime de Henri Verneuil
- 1959 : Le Grand Chef de Henri Verneuil
- 1959 : La Bête à l'affût de Pierre Chenal
- 1959 : Ce corps tant désiré de Luis Saslavsky
- 1959 : Le Chemin des écoliers de Michel Boisrond
- 1959 : Katia de Robert Siodmak
- 1959 : La Vache et le Prisonnier de Henri Verneuil
- 1960 : Le Général ennemi (The Enemy General) de George Sherman
- 1960 : Le Saint mène la danse de Jacques Nahum
- 1960 : L'Homme à femmes de Jacques-Gérard Cornu
- 1960 : Terreur sur la savane d'Yves Allégret
- 1960 : Les Magiciennes de Serge Friedman
- 1960 : Le Sahara brûle de Michel Gast
- 1961 : La Mort de Belle d'Édouard Molinaro
- 1961 : L'Affaire Nina B. de Robert Siodmak
- 1961 : Tout l'or du monde de René Clair
- 1962 : Le Caporal épinglé de Jean Renoir
- 1962 : Les Parisiennes de Michel Boisrond, Jacques Poitrenaud
- 1963 : Shéhérazade de Pierre Gaspard-Huit
- 1964 : La Tulipe noire de Christian-Jacque
- 1964 : Gibraltar de Pierre Gaspard-Huit
- 1964 : Le Journal d'une femme de chambre de Luis Buñuel
- 1964 : La Cité de l'indicible peur de Jean-Pierre Mocky
- 1965 : Faites vos jeux, mesdames de Marcel Ophuls
- 1966 : Tendre Voyou de Jean Becker
- 1966 : La Bourse et la Vie de Jean-Pierre Mocky
- 1966 : La Curée de Roger Vadim
- 1966 : Paris brûle-t-il ? de René Clément
- 1966 : La Vingt-cinquième Heure de Henri Verneuil
- 1967 : Indomptable Angélique de Bernard Borderie
- 1968 : Angélique et le Sultan de Bernard Borderie
- 1969 : Catherine, il suffit d'un amour de Bernard Borderie
- 1969 : Appelez-moi Mathilde de Pierre Mondy
- 1969 : Un château en enfer (Castle Keep)  de Sydney Pollack
- 1972 : À la guerre comme à la guerre de Bernard Borderie
- 1973 : Brève rencontre à Paris (Two People) de Robert Wise
- 1973 : L'Impossible Objet de John Frankenheimer
- 1974 : Général Idi Amin Dada : Autoportrait de Barbet Schroeder